# Miloslav Mečíř
Miloslav Mečíř (n. 19 de mayo de 1964 en Bojnice, Checoslovaquia) es un exjugador de tenis eslovaco. Su mayor logro fue la medalla de oro en los Juegos Olímpicos de Seúl 1988. Adicionalmente, llegó a 2 finales de Grand Slam.
Es muy recordado por su exquisito juego y gran talento y apodado "El gran gato" por su habilidad para cubrir la cancha con sus rápidos movimientos.
Fue el único jugador que le ganó un partido de Grand Slam a Mats Wilander en 1988; Wimbledon.

## Torneos de Grand Slam

### Finalista Individuales (2)
| Año  | Campeonato           | Oponente en la final | Resultado   |
| 1986 | US Open              | Ivan Lendl           | 4-6 2-6 0-6 |
| 1989 | Abierto de Australia | Ivan Lendl           | 2-6 2-6 2-6 |

## Torneos ATP (20; 11+9)

### Individuales

#### Títulos (11)
| Grand Slam (0)         |
| Tennis Masters Cup (0) |
| Oro Olímpico (1)       |
| ATP Masters Series (1) |
| ATP Tour (10)          |

| N.º | Fecha                    | Torneo       | Superficie    | Oponente en la final   | Resultado           |
| --- | ------------------------ | ------------ | ------------- | ---------------------- | ------------------- |
| 1.  | 18 de marzo de 1985      | Róterdam     | Carpeta (i)   | Jakob Hlasek           | 6-1 6-2             |
| 2.  | 29 de abril de 1985      | Hamburgo     | Tierra batida | Henrik Sundstrom       | 6-4 6-1 6-4         |
| 3.  | 4 de abril de 1986       | Kitzbuhel    | Tierra batida | Andrés Gómez           | 6-4 4-6 6-1 2-6 6-3 |
| 4.  | 4 de agosto de 1986      | Auckland     | Dura          | Michiel Schapers       | 6-2 6-3 6-4         |
| 5.  | 26 de enero de 1987      | Sídney       | Dura          | Peter Doohan           | 6-2 6-4             |
| 6.  | 23 de febrero de 1987    | Miami        | Dura          | Ivan Lendl             | 7-5 6-2 7-5         |
| 7.  | 7 de abril de 1987       | Dallas       | Carpeta (i)   | John McEnroe           | 6-0 3-6 6-2 6-2     |
| 8.  | 13 de julio de 1987      | Stuttgart    | Tierra batida | Jan Gunnarsson         | 6-0 6-2             |
| 9.  | 27 de julio de 1987      | Hilversum    | Tierra batida | Guillermo Pérez Roldán | 6-4 1-6 6-3 6-2     |
| 10. | 20 de septiembre de 1988 | JJ.OO Seúl   | Dura          | Tim Mayotte            | 3-6 6-2 6-4 6-2     |
| 11. | 13 de marzo de 1989      | Indian Wells | Dura          | Yannick Noah           | 3-6 2-6 6-1 6-2 6-3 |

### Finalista en individuales (13)
- 1983: Adelaida (pierde con Mike Bauer)
- 1984: Palermo (pierde con Francesco Cancellotti)
- 1984: Colonia (pierde con Joakim Nystrom)
- 1985: Filadelfia (pierde con John McEnroe)
- 1985: Roma (pierde con Yannick Noah)
- 1986: Hamburgo (pierde con Henri Leconte)
- 1986: US Open (pierde con Ivan Lendl)
- 1987: Milán (pierde con Boris Becker)
- 1987: Hamburgo (pierde con Ivan Lendl)
- 1987: Kitzbuhel (pierde con Emilio Sánchez)
- 1988: Róterdam (pierde con Stefan Edberg)
- 1988: Orlando (pierde con Andréi Chesnokov)
- 1989: Abierto de Australia (pierde con Ivan Lendl)